# Georges Theunis
Georges (George) Emile Léonard Theunis (ur. 28 lutego 1873 w Montegnée, zm. 4 stycznia 1966 w Brukseli) – premier Belgii w latach 1921–1925 i 1934–1935. W latach 1941–1944 prezes Narodowego Banku Belgii (NBB) na uchodźctwie w Londynie. Był także ministrem finansów w latach 1920–1925.

## Życiorys
Georges Theunis przeszedł szkolenie wojskowe i zdobył wykształcenie inżynierskie. Podczas I wojny światowej kierował Belgijską Komisją ds. Zaopatrzenia Wojennego w Londynie. Po wojnie, w 1919 roku, brał udział w konferencji pokojowej w Paryżu i był delegatem Belgii w Komisji Reparacyjnej. W maju 1927 roku przewodniczył Światowej Konferencji Gospodarczej w Genewie.
W 1926 roku Theunis dołączył do nowo utworzonej rady regencyjnej Banku Narodowego, wraz z Emilem Francquim, i pozostał jej członkiem aż do wybuchu II wojny światowej, z wyjątkiem dwóch przerw w trakcie pełnienia funkcji ministerialnych. Jako regenci Belgijskiego Banku Narodowego, zarówno Theunis, jak i Francqui reprezentowali wpływy, jakie duże banki prywatne uzyskały po 1926 roku. Podczas II wojny światowej pełnił funkcję specjalnego ambasadora w Stanach Zjednoczonych. W 1941 roku został mianowany prezesem Belgijskiego Banku Narodowego przez rząd Huberta Pierlota na uchodźstwie w Londynie, zastępując Alberta Goffina, którego mianował Sekretarz Generalny Charles Plisnier. Po powrocie do Belgii po wojnie zrezygnował ze stanowiska w Banku.

## Odznaczenia
- Wielka Wstęga Orderu Leopolda (Belgia)
- Krzyż Wielki Orderu Lwa Białego (Czechosłowacja)
- Krzyż Wielki Orderu Legii Honorowej (Francja)
- Order św. Michała i św. Jerzego (Wielka Brytania)
- Order Świętego Grzegorza Wielkiego (Watykan)[1]